# Tomrogersia
Tomrogersia es un género de escarabajos longicornios de la tribu Acanthocinini.

## Especies
- Tomrogersia acanthofemorata Fragoso, 1980
- Tomrogersia villiersi Monne & Monne, 2006